# Islamisk kalender
Den islamiske kalender el. den muslimske kalender benyttes af muslimer overalt i verden. Den kaldes også Hidjra el. Hijri kalender, da den er opkaldt efter hændelsen Hidjra el. Hijri, der betegner Muhammeds flugt fra Mekka til Medina. De enkelte år er efterfulgt af betegnelsen H (= hijri) eller AH (= anno Hegirae). I de fleste muslimske lande er den officiel kalender, mens muslimer i alle andre lande udover at følge den stedlige nationale kalender også altid følger den muslimske kalender i forbindelse med såvel dagligdags levevis som i forbindelse med rituelle og religiøse handlinger.
Månederne hedder i den islamiske kalender:
1. Muharram ul Haram (oftest forkortet til Muharram)
2. Safar
3. Rabîa I
4. Rabîa II eller Rabi'-ul-Akhirh
5. Jumâda I
6. Jumâda II
7. Rajab
8. Shaabân
9. Ramadan
10. Shawwâl
11. Dhû l-Qa'da eller Thw al-Qa'da
12. Dhû l-Hijja

Månederne følger månens faser som de ses på himlen fra Jorden, og hver måned er derfor ca. 29,5 dage lang (se synodisk måned). Det islamiske år (12 måneder, "måneår") er således kun på 353-355 dage, cirka 11 dage kortere end det gregorianske år.
Hver måned begynder ved første nymåne (mere præcist når nymånen faktisk iagttages på himlen af en rettroende muslim).
En konsekvens af det ovenstående er at den islamiske kalender ikke som den gregorianske respekterer årstiderne. Over en lang periode vil en bestemt måned (fx ramadan) derfor forekomme på alle årstider. (Til gengæld respekterer det gregorianske system ikke månefaserne; dens "måneder" har ingen forbindelse med Månen.)

## Nummerering af årene
Årene i den islamiske kalender nummereres med udgangspunkt i hidjra (Muhammeds udvandring fra Mekka til Medina). År 1 efter hijra svarer derfor til 622 efter den gregorianske kalender.
Da årene i de to systemer ikke er lige lange, er det ikke helt nemt at omregne årstal. År 1427 efter hidjra begyndte den 31. januar 2006 efter den gregorianske kalender.
I år 20874 vil årstallene i den islamiske kalender overhale dem i den gregorianske.

## Eksterne links
- Islamic-Western Calendar Converter Omregner dage til/fra den islamiske kalender
- The Islamic Calendar, del af "Calendar FAQ" af Claus Tøndering.